# Keep It Gangsta
Keep It Gangsta è il secondo album in studio collaborativo dei rapper statunitensi MC Eiht e Spice 1, pubblicato nel 2006.

## Tracce
1. Spit at Em' - 0:28
2. No One Else - 4:15
3. Raw Wit It - 4:23
4. The Bossilini - 1:16
5. 187 Hemp - 2:54
6. I'm Original - 3:30
7. No Chit Chat - 4:34
8. Let It Blow - 3:57
9. They Just Don't Know - 3:40
10. The Warning - Young Jeezy - 0:27
11. Revenge - 4:03
12. Ohh Shit - 4:16
13. Less Than Nothing - 0:41
14. That's the Way Life Goes (Bonus Track) - 4:37